# Kalix HC
Kalix HC – szwedzki klub hokeja na lodzie z siedzibą w Kalix.